# Смородина чёрная 'Караидель'
'Караидель' — сорт чёрной смородины позднего срока созревания.

## Происхождение
Сорт чёрной  смородины «Караидель» выведен в 1995 году селекционерами М. Г. Авдеевой и Н. Г. Абдюковой (БНИИСХ) путём скрещиванием сортов смородины «Память Мичурина» и «Компактная».
С 2001 года включен в Госреестр сортов, допущенных к использованию по Уральскому региону.

## Характеристика сорта
Куст чёрной  смородины Караидель среднерослый и слабораскидистый. Побеги прямые, тёмно-розовые, листья  тёмно-зелёные, морщинистые,  трехлопастные среднего размера. Цветки крупные, с розовой окраской, колокольчатой формы. Плоды массой около 1,2 г, кисло-сладкого вкуса. Сорт позднего срока созревания. Урожайность до 120 ц/га.
Химический состав: сухие вещества - 21,7%, сумма сахаров - 10,8%, титруемая кислотность - 2,2%, аскорбиновая кислота -192,0 мг/100 г, пектиновые вещества - 1,1%.
Сорт высокозимостойкий, средняя урожайность 12,3 т/га, самоплодность хорошая, слабо поражается грибными болезнями, засухоустойчивый.
Достоинства сорта: компактная форма куста, крупные ягоды. Недостатки сорта: имеет склонность к самозагущению.

## Распространение
Сорт распространен в республиках Башкортостан, Татарстан